# Motsameta
Motsameta (en georgiano: მოწამეთა) es un complejo de monasterios en Georgia, en la región de Imericia, aproximadamente 6 km al noreste del centro de Kutaisi. El monasterio está pintorescamente situado en el acantilado de un promontorio en la curva del río Ckalcitela, que es un afluente de Rioni.

## Historia
Su nombre, cuyo significado es Lugar de los mártires, está relacionado con los hermanos de una noble familia de Argvetia, David y Constantino, quienes en el siglo VIII organizaron una rebelión contra los ocupantes árabes. Cuando la rebelión fracasó, fueron capturados y luego se les prometió el perdón a cambio de convertirse al Islam. Ninguno aceptó la oferta siendo entonces torturados y asesinados, y luego sus cuerpos fueron arrojados al río. El agua se volvió roja y en memoria de este evento, el río se llamó Ckalcitela, que significa agua roja. Según la historia, los restos de los hermanos fueron capturados por los leones y trasladados a la colina, donde se encuentra el monasterio de Gelati. Más tarde, la Iglesia ortodoxa de Georgia los reconoció como santos, y en el siglo XI, el rey Bagrat IV de Georgia fundó un templo allí. Los oficiales de la policía secreta bolchevique esperaban en 1923 llevar los restos de David y Constantino del monasterio de Gelati al museo en Kutaisi, pero esto causó tal escándalo que las reliquias se regresaron rápidamente y todavía están en los monasterios.

## Leyenda

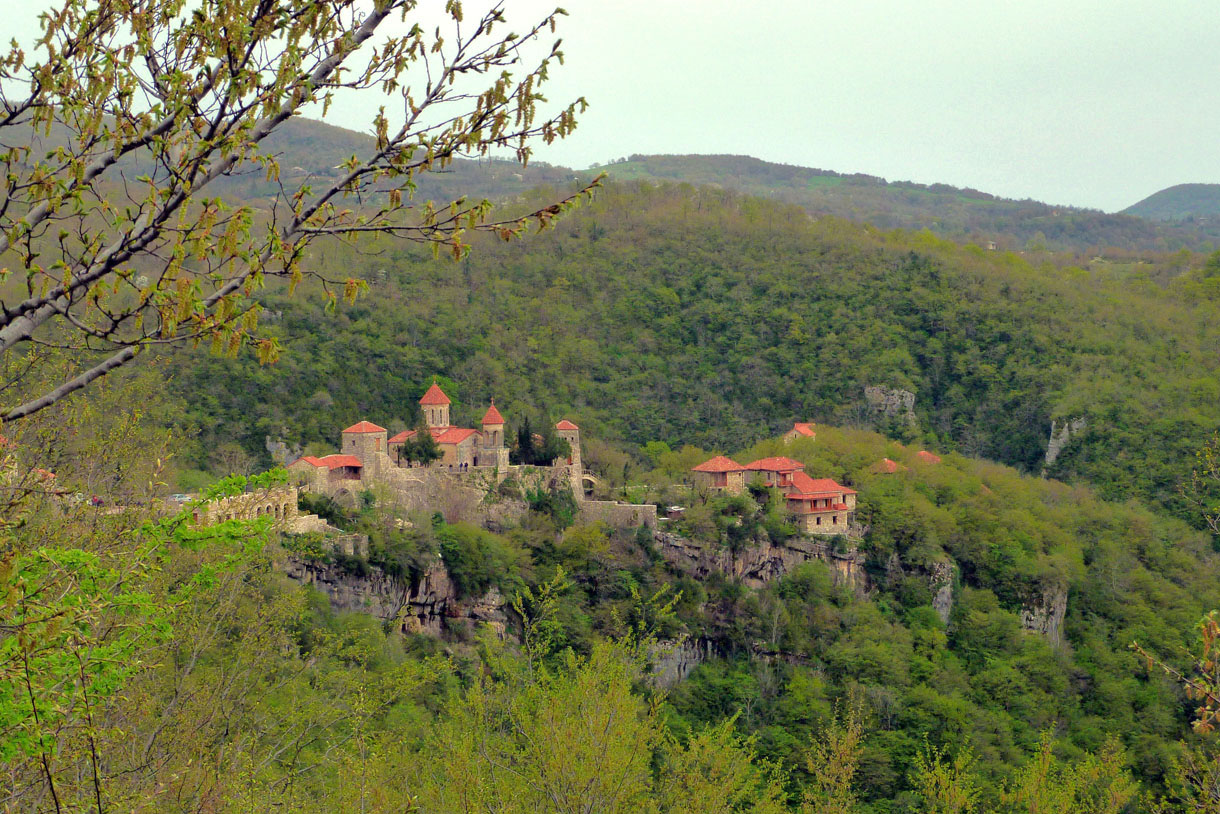
Inscripción georgiana del monasterio de Motsameta

Según la leyenda, hay un pasaje secreto entre los monasterios de Motsameta y el monasterio de Gelati, utilizado durante las guerras.